# Jerry Fodor
Jerry Alan Fodor (New York, 22 aprile 1935 – Manhattan, 29 novembre 2017) è stato un filosofo e ricercatore statunitense nel campo delle scienze cognitive.

## Pensiero
Ha insegnato e si è occupato di scienze cognitive e di filosofia del linguaggio presso la Rutgers University, New Jersey. È celebre per diversi libri nel campo della filosofia della mente e della scienza cognitiva, in cui sostiene la tesi della modularità della mente e del linguaggio del pensiero, secondo la quale il modulo del linguaggio sarebbe innato e l'apprendimento non sarebbe altro che una "conferma di ipotesi".
Nel campo della filosofia della mente Fodor è il maggiore esponente del funzionalismo. La sua "teoria computazionale e rappresentazionale della mente", contenuta in "The Language of Thought" del 1975, è considerata la formulazione per antonomasia della teoria funzionalista dopo quella iniziale di Hilary Putnam. Come quest'ultimo, Fodor si distacca dal comportamentismo e dal riduzionismo della teoria dell'identità, ed afferma la possibilità di rifiutare il dualismo pur accettando l'esistenza di stati mentali che generano il comportamento.
Rispetto alla teoria del monismo anomalo, formulata da Donald Davidson pochi anni prima, Fodor considera possibile lo studio scientifico della mente, anche se non riducibile a quello effettuato delle neuroscienze. Rispetto a Davidson ha un approccio quindi più fisicalista, anche se non accetta la schietta corrispondenza tra singolo stato mentale e attivazione di determinati neuroni (come è per la teoria dell'identità), teorizzando una corrispondenza a livello di "occorrenze": uno stato mentale può essere epistemologicamente unico anche se generato fisicamente da diversi stati cerebrali.
Dichiarata quindi impossibile l'analisi neurologica degli stati mentali e rifiutando di fermarsi al rapporto tra stimoli a reazioni come il comportamentismo, Fodor, prendendo spunto dalle ricerche di intelligenza artificiale, dall'analogia mente-computer e dalla linguistica generativa di Noam Chomsky, vede la mente come un'organizzazione funzionale del cervello: diversi "stati neurali" possono attuare lo stesso "stato intenzionale", che rappresenta un simbolo mentale in relazione sintattica con altri simboli semantici. Le attività mentali sono quindi processi computazionali paragonabili all'esecuzione di un software su una base hardware (il cervello).
Rispetto al funzionalismo del primo Hilary Putnam questa versione si differenzia per una maggior attenzione sulla strutturazione funzionale all'interno del cervello: se ci si sofferma all'aspetto funzionale della mente presa in toto teoricamente sarebbe da considerare una mente anche una perfetta macchina di Turing che simula alla perfezione le risposte di un umano. In disaccordo con questa conclusione, Fodor ritiene l'organizzazione funzionale del cervello umano come l'unica possibile considerabile una mente.
Nota è la diatriba che lo ha visto scontrarsi apertamente su questi temi con lo strumentalista Daniel Dennett.

## Opere
- What Darwin Got Wrong, con Massimo Piattelli Palmarini, Farrar, Straus and Giroux, 2010. (Tr. it. Gli errori di Darwin, Feltrinelli, 2010)
- LOT 2: The Language of Thought Revisited, Oxford University Press, 2008.
- Hume Variations, Oxford University Press, 2003.
- The Compositionality Papers, (with E. Lepore), Oxford University Press 2002.
- The Mind Doesn't Work That Way: The Scope and Limits of Computational Psychology, MIT Press, 2000. (Tr. it. La mente non funziona così. La portata e i limiti della psicologia computazionale, Laterza, 2001)
- In Critical Condition, MIT Press, 1998.
- Concepts: Where Cognitive Science Went Wrong, (The 1996 John Locke Lectures), Oxford University Press, 1998.
- The Elm and the Expert, Mentalese and its Semantics, (The 1993 Jean Nicod Lectures), MIT Press, 1994.
- Holism: A Consumer Update, (ed. with E. Lepore), Grazer Philosophische Studien, Vol 46. Rodopi, Amsterdam, 1993.
- Holism: A Shopper's Guide, (with E. Lepore), Blackwell, 1992.
- A Theory of Content and Other Essays, MIT Press, 1990.
- Psychosemantics: The Problem of Meaning in the Philosophy of Mind, MIT Pres, 1987. (Tr. it. Psicosemantica. Il problema del significato nella filosofia della mente, Il Mulino, 1990)
- The Modularity of Mind: An Essay on Faculty Psychology, MIT Press, 1983. (Tr. it. La mente modulare. Saggio di psicologia delle facoltà, Il Mulino, 1988)
- Representations: Essays on the Foundations of Cognitive Science, Harvard Press (UK) and MIT Press (US), 1979.
- The Language of Thought, Harvard University Press, 1975.
- The Psychology of Language, with T. Bever and M. Garrett, McGraw Hill, 1974.
- Psychological Explanation, Random House, 1968.
- The Structure of Language, with Jerrold Katz (eds.), Prentice Hall, 1964.